# Željko Puratić
Željko Puratić, hrvatski klasični filolog iz BiH (Sumartin,  2. siječnja 1931. – Sarajevo, 1. listopada 1992.).
Željko Puratić rođen je u Sumartinu na otoku Braču. Završio je studij klasične filologije u Zagrebu i Beogradu 1955. Obranio je doktorsku disertaciju pod nazivom: Ovidije u dubrovačkoj i dalmatinskoj književnosti (1970.). Radio je na Filozofskom fakultetu u Sarajevu. Krajem 1958. izabran je za asistenta, 1970. za docenta, 1979. za izvanrednog profesora, a 1983. za redovnog profesora latinskog jezika i rimske književnosti na Odsjeku za romanistiku Filozofskog fakulteta u Sarajevu. Tragično je izgubio život kao žrtva snajperskog hitca u prvoj godini agresije na Republiku Bosnu i Hercegovinu 1992.
Objavljivao je radove iz područja hrvatskog latinizma (o Đuri Periću (Đorđu Feriću), Jakovu Betondiću, Marku Bruereviću, Đuri Hidži, Džona Rastića-Restija). Posebno se bavio latinskim naslijeđem u Bosni, o Katulu, Tibulu i Properciju u hrvatskim i srpskim prijevodima. Radove je objavljivao u časopisima: Radovi Filozofskog fakulteta u Sarajevu, Živa antika, Zadarska revija, Dubrovnik, Latina et Graeca, Marulić. Prevodio je s latinskog (Matija Vlačić Ilirik). Sa Šimunom Šonjom napisao je Osnove latinskog jezika 1988.